# 鉄拳 DARK RESURRECTION
『鉄拳 DARK RESURRECTION』（てっけんダーク・リザレクション）は、2006年7月6日にバンダイナムコゲームスのナムコブランドより発売されたPlayStation Portable（PSP）用の対戦格闘ゲーム。『鉄拳DR』と略される。アーケードの鉄拳シリーズである『鉄拳5 DARK RESURRECTION』のPSP移植版だが、様々な追加要素が施されている。2007年7月12日には「PSP The BEST」として廉価版が発売された。

## 概要
『鉄拳5 DARK RESSURECTION』の初の移植版にしてPlayStation Portable初の鉄拳シリーズであり、携帯型ゲーム機としてでは『鉄拳アドバンス』から約5年振りとなる。タイトルの「ダーク・リザレクション」（闇の復活）を意味するかのようにパッケージイラストはデビル仁がメインで新キャラのリリとドラグノフが描かれている。
携帯機初の鉄拳はGBAの『鉄拳アドバンス』だが、GBA版が取り込み画像による2Dグラフィックだったのに対し、携帯機で初のフル3Dの鉄拳を実現している。PS2版にあったムービーが全て収録されているほか、新たにリリ、ドラグノフ、アーマーキング用のストーリーやムービー、新たなオープニングも描き起こされている。
PS2版『鉄拳5』やAC版『鉄拳5DR』よりファイトマネー（カスタマイズアイテムやムービー購入に利用できるゲーム内の通貨）が溜まりやすくなっており、アイテムが購入しやすくなっているのも特徴。
家庭用鉄拳シリーズの例に漏れずモードが非常に充実しており『鉄拳道場』や『ゴールドラッシュ』といった新しいモードも追加されている。また、ミニゲームとしてはPS2版『鉄拳タッグトーナメント』に収録されていた「鉄拳ボウリング」が鉄拳5DRバージョンとして収録されている。
アドホック・パーティーに対応しており、PS3があれば遠く離れたユーザーとの対戦プレイも可能。

## 登場キャラクター
使用キャラクターはアーケード版「鉄拳5DR」と同じく総勢35人に及ぶ。詳細は鉄拳の登場人物を参照。
- リリ
- セルゲイ・ドラグノフ
- アーマー・キング
- レイヴン
- 馮威（フェン・ウェイ）
- 風間飛鳥（かざま　あすか）
- ジャック-5（‐ファイブ）
- ジュリア・チャン
- クレイグ・マードック
- 三島一八（みしま　かずや）
- キング
- ブライアン・フューリー
- 吉光（よしみつ）
- 風間仁（かざま　じん）
- 凌暁雨（リン・シャオユウ）
- クリスティ・モンテイロ
- エディ・ゴルド
- 花郎（ファラン）
- マーシャル・ロウ
- ポール・フェニックス
- 李超狼（リー・チャオラン）
- 雷武龍（レイ・ウーロン）
- スティーブ・フォックス
- ニーナ・ウィリアムズ
- アンナ・ウィリアムズ
- 白頭山（ペク・トー・サン）
- ロジャーJr.（‐ジュニア）
- ブルース・アーヴィン
- 王椋雷（ワン・ジンレイ）
- 巌竜（がんりゅう）
- クマ／パンダ
- 木人（もくじん）
- デビル仁（‐じん）
- 三島平八（みしま　へいはち）
- 三島仁八（みしま　じんぱち）

## ストーリー
メインストーリーは『鉄拳5のストーリー』と全く同じだが新オープニングでは誘拐されそうになる富豪の娘リリが犯人の男を倒すシーン、ドラグノフが部隊を指揮して敵を撃退するシーンなどの、新たなものに差し替えられた。

## ゲームモード

### QUICK BATTLE
クイックバトル。対戦するキャラクターを自分で決定してCPUとの対戦を行うモード。「VS CPU」（1対1で戦う）、「TEAM BATTLE」（最大8人のチーム戦を行う）の2種類がある。自分の好きな対戦相手を自由に選んですぐに対戦できるのが特徴。

### STORY BATTLE
ストーリーバトル。アーケード版のCPU戦と同様にCPU相手に勝ち進んでいくモードだが、キャラクターごとにオープニングストーリーデモ、中間デモ、エンディングが用意されている。PS2版『鉄拳5』にもあったモードだが、PSP版ではリリ、ドラグノフ、アーマーキングのストーリーモードが追加されている。

### ARCADE BATTLE
アーケードバトル。ゴーストキャラクター（実在のプレイヤーの特徴を反映したCPUキャラクター）たちと半永久的に対戦を続けるモード。成績によって段位が上下するようになっている。ゴーストキャラクターはPSP版発売に先駆けてアーケード版『鉄拳5DR』で募集が行われた。また、ネットワークモードでダウンロードした新しいゴーストキャラクターとも戦えるようになっている。

### NETWORK
ネットワークモード。他のPSPとの通信対戦およびデータのやりとりが出来る。ソフトを2本使った対戦だけでなく、ゲームシェアリングに対応しているため、1本のソフトのみでの対戦が可能。シェアリングを使用した場合、最初に対戦した時はデータ送信にかなり時間がかかるが、キャッシュデータをメモリースティックDuoに保存できるため、2回目以降は高速化される。
オンラインではインターネットに接続し、自分のゴーストデータのアップロード、ダウンロードなどが行える。

### TEKKEN DOJO
鉄拳道場に入門してランキングの上位を目指すPSP版オリジナルのモード。CPUのゴーストキャラとの対戦を行うごとに道場内の順位が変動し、新たなトーナメントに参加できるようになる。道場内の順位が1位になるとその道場はクリア。新たな道場へと進めるようになる。最後までクリアーすると、特殊段位が手に入る。

### ATTACK
ゲームクリアまでの時間を競う「タイムアタック」、CPUキャラを連続何人倒せるか競う「サバイバル」、制限時間内に与えたダメージがファイトマネーになる「ゴールドラッシュ」といったミニゲームを収録している。ハイスコアはネットワークを介して登録可能。

### PRACTICE
技の練習を行えるモード。コマンドの練習やコンボの練習が行える。また、CPUによる技のお手本を見ることもできる。

### BONUS GAME
ボーナスゲームの「鉄拳ボウリング」（ボウリング）、「コマンドアタック」（次々と出題される技のコマンドを入力し、その時間を競う）が行える。鉄拳ボウリングは1人プレイだけでなく、2人プレイ、3～8人が参加可能なトーナメントも行える。
まず最初に投球位置を左右に動かす。○ボタンを押すと投球角度を決定。最後に投球パワーを決定。ボウリングのピンは鉄拳TT同様に平八の頭を模している。このモードでも結果に応じてファイトマネーを獲得できる。

### PROFILE
キャラクター名の変更、ファイトマネーを使用してのアイテムの購入、装着などが行える。また、対戦データの閲覧も可能。

### THEATHER
プロローグやムービー、音楽などを閲覧できる。PSP用に描き起こされた新規ムービーはもちろんのこと、条件を満たせばAC版、PS2版の鉄拳5やAC版鉄拳DRのプロモムービー、オープニングムービー、エンディングムービーなども閲覧できる。条件を満たすほかに、ファイトマネーでの購入も可能。

### OPTIONS
各種設定やセーブ、ロードを行えるモード。